# Сатурн (премия, 1978)
5-я церемония вручения наград премии «Сатурн» за заслуги в области фантастики, фэнтези и фильмов ужасов за 1977 год состоялась 14 января 1978 года в США.

## Лауреаты и номинанты
Лауреаты указаны первыми, выделены жирным шрифтом и  отдельным цветом. 

### Основные категории
| Категория                                                                            | Лауреаты и номинанты                                                                      | Лауреаты и номинанты                                                                         | Лауреаты и номинанты                                                                         |                                                                |
| ------------------------------------------------------------------------------------ | ----------------------------------------------------------------------------------------- | -------------------------------------------------------------------------------------------- | -------------------------------------------------------------------------------------------- | -------------------------------------------------------------- |
| Лучший научно-фантастический фильм                                                   | • Звёздные войны. Эпизод IV: Новая надежда / Star Wars                                    | • Звёздные войны. Эпизод IV: Новая надежда / Star Wars                                       | • Звёздные войны. Эпизод IV: Новая надежда / Star Wars                                       |                                                                |
| Лучший научно-фантастический фильм                                                   | • Близкие контакты третьей степени / Close Encounters of the Third Kind                   |                                                                                              |                                                                                              |                                                                |
| Лучший научно-фантастический фильм                                                   | • Потомство демона / Demon Seed                                                           |                                                                                              |                                                                                              |                                                                |
| Лучший научно-фантастический фильм                                                   | • Остров доктора Моро / The Island of Dr. Moreau                                          |                                                                                              |                                                                                              |                                                                |
| Лучший научно-фантастический фильм                                                   | • Последний отблеск сумерек / Twilight’s Last Gleaming                                    |                                                                                              |                                                                                              |                                                                |
| Лучший фильм-фэнтези                                                                 | • О Боже! / Oh, God!                                                                      | • О Боже! / Oh, God!                                                                         | • О Боже! / Oh, God!                                                                         |                                                                |
| Лучший фильм-фэнтези                                                                 | • Дракон Пита / Pete’s Dragon                                                             |                                                                                              |                                                                                              |                                                                |
| Лучший фильм-фэнтези                                                                 | • Синдбад и глаз тигра / Sinbad and the Eye of the Tiger                                  |                                                                                              |                                                                                              |                                                                |
| Лучший фильм-фэнтези                                                                 | • Туфелька и роза / The Slipper and the Rose: The Story of Cinderella                     |                                                                                              |                                                                                              |                                                                |
| Лучший фильм-фэнтези                                                                 | • Волшебники (м/ф) / Wizards                                                              |                                                                                              |                                                                                              |                                                                |
| Лучший фильм ужасов                                                                  | • Девочка, что живёт в конце улицы / The Little Girl Who Lives Down the Lane              | • Девочка, что живёт в конце улицы / The Little Girl Who Lives Down the Lane                 | • Девочка, что живёт в конце улицы / The Little Girl Who Lives Down the Lane                 |                                                                |
| Лучший фильм ужасов                                                                  | • Псы / Dogs                                                                              |                                                                                              |                                                                                              |                                                                |
| Лучший фильм ужасов                                                                  | • Царство пауков / Kingdom of the Spiders                                                 |                                                                                              |                                                                                              |                                                                |
| Лучший фильм ужасов                                                                  | • Часовой / The Sentinel                                                                  |                                                                                              |                                                                                              |                                                                |
| Outstanding Stop Motion Animated Film                                                | • Синдбад и глаз тигра / Sinbad and the Eye of the Tiger                                  | • Синдбад и глаз тигра / Sinbad and the Eye of the Tiger                                     | • Синдбад и глаз тигра / Sinbad and the Eye of the Tiger                                     |                                                                |
| Лучший актёр                                                                         |                                                                                           |                                                                                              |                                                                                              |                                                                |
|                                                                                      | • Джордж Бёрнс — «О Боже!» (за роль Бога)                                                 |                                                                                              |                                                                                              |                                                                |
| • Ричард Дрейфус — «Близкие контакты третьей степени» (за роль Роя Нери)             |                                                                                           |                                                                                              |                                                                                              |                                                                |
| • Уильям Шетнер — «Царство пауков» (за роль доктора Роберта «Рэка» Хансена)          |                                                                                           |                                                                                              |                                                                                              |                                                                |
| • Харрисон Форд — «Звёздные войны. Эпизод IV: Новая надежда» (за роль Хана Соло)     |                                                                                           |                                                                                              |                                                                                              |                                                                |
| • Марк Хэмилл — «Звёздные войны. Эпизод IV: Новая надежда» (за роль Люка Скайуокера) |                                                                                           |                                                                                              |                                                                                              |                                                                |
| • Майкл Йорк — «Остров доктора Моро» (за роль Эндрю Брэддока)                        |                                                                                           |                                                                                              |                                                                                              |                                                                |
| Лучшая актриса                                                                       |                                                                                           | • Джоди Фостер — «Девочка, что живёт в конце улицы» (за роль Ринн)                           | • Джоди Фостер — «Девочка, что живёт в конце улицы» (за роль Ринн)                           |                                                                |
| Лучшая актриса                                                                       | • Мелинда Диллон — «Близкие контакты третьей степени» (за роль Джиллиан Гуилер)           |                                                                                              |                                                                                              |                                                                |
| Лучшая актриса                                                                       | • Джули Кристи — «Потомство демона» (за роль Сьюзан Харрис)                               |                                                                                              |                                                                                              |                                                                |
| Лучшая актриса                                                                       | • Джоан Коллинз — «Империя муравьёв» (за роль Мэрилин Фрайзер)                            |                                                                                              |                                                                                              |                                                                |
| Лучшая актриса                                                                       | • Кэрри Фишер — «Звёздные войны. Эпизод IV: Новая надежда» (за роль принцессы Леи Органы) |                                                                                              |                                                                                              |                                                                |
| Лучший актёр второго плана                                                           |                                                                                           | • Алек Гиннесс — «Звёздные войны. Эпизод IV: Новая надежда» (за роль Оби-Вана «Бена» Кеноби) | • Алек Гиннесс — «Звёздные войны. Эпизод IV: Новая надежда» (за роль Оби-Вана «Бена» Кеноби) |                                                                |
| Лучший актёр второго плана                                                           | • Вуди Строуд — «Царство пауков» (за роль Уолтера Колби)                                  |                                                                                              |                                                                                              |                                                                |
| Лучший актёр второго плана                                                           | • Питер Кашинг — «Звёздные войны. Эпизод IV: Новая надежда» (за роль гранд-моффа Таркина) |                                                                                              |                                                                                              |                                                                |
| Лучший актёр второго плана                                                           | • Бёрджесс Мередит — «Часовой» (за роль Чарльза Чейзена)                                  |                                                                                              |                                                                                              |                                                                |
| Лучший актёр второго плана                                                           | • Рэд Баттонс — «Дракон Пита» (за роль Хоаги)                                             |                                                                                              |                                                                                              |                                                                |
| Лучшая актриса второго плана                                                         |                                                                                           | • Сюзан Тайррелл — «Плохой» (за роль Мэри Айкен)                                             | • Сюзан Тайррелл — «Плохой» (за роль Мэри Айкен)                                             |                                                                |
| Лучшая актриса второго плана                                                         | • Тери Гарр — «Близкие контакты третьей степени» (за роль Ронни Нири)                     |                                                                                              |                                                                                              |                                                                |
| Лучшая актриса второго плана                                                         | • Алексис Смит — «Девочка, что живёт в конце улицы» (за роль миссис Хэллет)               |                                                                                              |                                                                                              |                                                                |
| Лучшая актриса второго плана                                                         | • Маргарет Уайтинг — «Синдбад и глаз тигра» (за роль Зенобии)                             |                                                                                              |                                                                                              |                                                                |
| Лучшая актриса второго плана                                                         | • Джоан Беннетт — «Суспирия» (за роль мадам Бланк)                                        |                                                                                              |                                                                                              |                                                                |
| Лучшая режиссура                                                                     |                                                                                           | • Джордж Лукас за фильм «Звёздные войны. Эпизод IV: Новая надежда»                           | Стивен Спилберг                                                                              |                                                                |
| Лучшая режиссура                                                                     | • Стивен Спилберг за фильм «Близкие контакты третьей степени»                             |                                                                                              | Стивен Спилберг                                                                              |                                                                |
| Лучшая режиссура                                                                     | • Николас Жесснер — «Девочка, что живёт в конце улицы»                                    |                                                                                              | Стивен Спилберг                                                                              |                                                                |
| Лучшая режиссура                                                                     | • Карл Райнер — «О Боже!»                                                                 |                                                                                              | Стивен Спилберг                                                                              |                                                                |
| Лучшая режиссура                                                                     | • Дон Тейлор — «Остров доктора Моро»                                                      |                                                                                              | Стивен Спилберг                                                                              |                                                                |
| Лучший сценарий                                                                      | • Джордж Лукас — «Звёздные войны. Эпизод IV: Новая надежда»                               | • Джордж Лукас — «Звёздные войны. Эпизод IV: Новая надежда»                                  |                                                                                              |                                                                |
| Лучший сценарий                                                                      | • Стивен Спилберг — «Близкие контакты третьей степени»                                    |                                                                                              |                                                                                              |                                                                |
| Лучший сценарий                                                                      | • Лэрд Кёниг — «Девочка, что живёт в конце улицы»                                         |                                                                                              |                                                                                              |                                                                |
| Лучший сценарий                                                                      | • Ларри Гелбарт — «О Боже!»                                                               |                                                                                              |                                                                                              |                                                                |
| Лучший сценарий                                                                      | • Майкл Уиннер и Джеффри Конвитц — «Часовой»                                              |                                                                                              |                                                                                              |                                                                |
| Лучшая музыка                                                                        |                                                                                           | • Джон Уильямс — «Близкие контакты третьей степени»                                          | • Джон Уильямс — «Близкие контакты третьей степени»                                          |                                                                |
| Лучшая музыка                                                                        | • Джон Уильямс — «Звёздные войны. Эпизод IV: Новая надежда»                               |                                                                                              |                                                                                              |                                                                |
| Лучшие костюмы                                                                       |                                                                                           |                                                                                              |                                                                                              |                                                                |
| • Джон Молло — «Звёздные войны. Эпизод IV: Новая надежда»                            |                                                                                           |                                                                                              |                                                                                              |                                                                |
| • Эмили Сундбю, Чак Кин — «Дракон Пита»                                              |                                                                                           |                                                                                              |                                                                                              |                                                                |
| • Синтия Тинги — «Синдбад и глаз тигра»                                              |                                                                                           |                                                                                              |                                                                                              |                                                                |
| • Джули Харрис — «Туфелька и роза»                                                   |                                                                                           |                                                                                              |                                                                                              |                                                                |
| • Ричард Ла Мотт — «Остров доктора Моро»                                             |                                                                                           |                                                                                              |                                                                                              |                                                                |
| Лучший грим                                                                          |                                                                                           | • Рик Бейкер и Стюарт Фриборн — «Звёздные войны. Эпизод IV: Новая надежда»                   | • Рик Бейкер и Стюарт Фриборн — «Звёздные войны. Эпизод IV: Новая надежда»                   |                                                                |
| Лучший грим                                                                          | • Карло Рамбальди, Томас Р. Бурман, Боб Уэстморленд — «Близкие контакты третьей степени»  |                                                                                              |                                                                                              |                                                                |
| Лучший грим                                                                          | • Томас Р. Бурман — «Потомство демона»                                                    |                                                                                              |                                                                                              |                                                                |
| Лучший грим                                                                          | • Джон Чемберс — «Остров доктора Моро»                                                    |                                                                                              |                                                                                              |                                                                |
| Лучший грим                                                                          | • Дик Смит — «Часовой»                                                                    |                                                                                              |                                                                                              |                                                                |
| Лучшие спецэффекты                                                                   | Джон Стеарс                                                                               | • Джон Дайкстра и Джон Стирс — «Звёздные войны. Эпизод IV: Новая надежда»                    | • Джон Дайкстра и Джон Стирс — «Звёздные войны. Эпизод IV: Новая надежда»                    |                                                                |
| Лучшие спецэффекты                                                                   | Джон Стеарс                                                                               | • Альберт Уитлок, Чак Гаспар (Van der Veer Photo Effects) — «Изгоняющий дьявола 2»           |                                                                                              |                                                                |
| Лучшие спецэффекты                                                                   | Джон Стеарс                                                                               | • Рэй Харрихаузен — «Синдбад и глаз тигра»                                                   |                                                                                              |                                                                |
| Лучшие спецэффекты                                                                   | Джон Стеарс                                                                               | • Дуглас Трамбулл — «Близкие контакты третьей степени»                                       |                                                                                              |                                                                |
| Лучшие декорации (Outstanding Set Decoration)                                        |                                                                                           | • Роджер Кристиан — «Звёздные войны. Эпизод IV: Новая надежда»                               | • Роджер Кристиан — «Звёздные войны. Эпизод IV: Новая надежда»                               | • Роджер Кристиан — «Звёздные войны. Эпизод IV: Новая надежда» |
| Лучший художник-постановщик (Outstanding Art Direction)                              |                                                                                           |                                                                                              |                                                                                              |                                                                |
| • Норман Рейнольдс и Лесли Дилли — «Звёздные войны. Эпизод IV: Новая надежда»        |                                                                                           |                                                                                              |                                                                                              |                                                                |
| Лучший звук (Outstanding Sound)                                                      |                                                                                           |                                                                                              |                                                                                              |                                                                |
| • Бен Бертт, Дон МакДугалл и Сэм Ф. Шоу — «Звёздные войны. Эпизод IV: Новая надежда» |                                                                                           |                                                                                              |                                                                                              |                                                                |
| Лучший монтаж (Outstanding Editing)                                                  |                                                                                           |                                                                                              |                                                                                              |                                                                |
| • Пол Хирш, Марсия Лукас и Ричард Чю — «Звёздные войны. Эпизод IV: Новая надежда»    |                                                                                           |                                                                                              |                                                                                              |                                                                |
| Лучший публицист (Outstanding Publicist)                                             |                                                                                           |                                                                                              |                                                                                              |                                                                |
| • Чарльз Липпинкотт                                                                  |                                                                                           |                                                                                              |                                                                                              |                                                                |
| Outstanding Executive Achievement                                                    |                                                                                           |                                                                                              |                                                                                              |                                                                |
| • Ричард Олбейн                                                                      |                                                                                           |                                                                                              |                                                                                              |                                                                |
| Outstanding Recording                                                                |                                                                                           |                                                                                              |                                                                                              |                                                                |
| • (to Caedmon Records)                                                               |                                                                                           |                                                                                              |                                                                                              |                                                                |
| Outstanding Television Performance                                                   |                                                                                           |                                                                                              |                                                                                              |                                                                |
| • Джонатан Харрис                                                                    |                                                                                           |                                                                                              |                                                                                              |                                                                |

### Специальные награды
| Награда                                                             | Лауреаты                                                      |
| ------------------------------------------------------------------- | ------------------------------------------------------------- |
| Зал славы (Hall of Fame)                                            | • Джордж Пал — «Война миров» — в связи с 25-летием фильма     |
| Специальная награда лучшему оператору (Outstanding Cinematographer) | • Гилберт Тейлор — «Звёздные войны. Эпизод IV: Новая надежда» |
| Специальная награда (Special Award)                                 | • Дональд А. Рид                                              |
| Награда за достижения в карьере (Life Career Award)                 | • Карл Лэммле мл.                                             |